# どじょう豆腐
どじょう豆腐（どじょうどうふ）とは、どじょうと豆腐を使った料理の一つ。どじょう地獄、地獄鍋、地獄煮、とも呼ばれる。中国語では「泥鰍鉆豆腐」（繁体字: 泥鰍鑽豆腐、簡体字: 泥鳅钻豆腐）と呼ばれる。

## 概要
鍋に水を入れ、豆腐と生きたどじょうを入れて煮る料理である。湯が沸いてくると、どじょうが熱さに耐えかねて、まだ冷たい豆腐の中にもぐりこみ、そのまま豆腐と一緒に煮えてしまう。周りからは湯豆腐を食べているようにしか見えず、肉食が許されなかった僧侶が好んで食べていたと伝わる。石川県の郷土料理とされることがある。
しかし、実際に調理すると、どじょうが豆腐の中に入ることはなく、架空の料理と言われている。
『現代日本料理法総覧』で紹介されている「どじょうどうふ（泥鰌豆腐）」は、豆腐を煮ながら生きたどじょうを2尾ずつ「豆腐にさし入れ」て煮る料理とされている。